# Volvent (aldea)
Volvent es una aldea francesa situada en la comuna de Diges, en el departamento de Yonne (Borgoña-Franco Condado).